# Gavião (Eugenópolis)
Gavião é um distrito do município brasileiro de Eugenópolis, estado de Minas Gerais.
Banhado pelo Rio Gavião, o distrito localiza-se a norte da sede municipal, da qual dista cerca de 30 quilômetros. Foi criado em 30 de dezembro de 1962, pela lei estadual nº 2764.